# Ếch vàng Panama
Ếch vàng Panama, tên khoa học Atelopus zeteki, là một loài cóc thuộc họ Bufonidae. Đây là loài đặc hữu của Panama. Chúng từng được coi là một phân loài của A. varius.

## Môi trường và phân bố
Môi trường sống tự nhiên của chúng là trong dòng suối dọc theo sườn núi của rừng mây Cordilleran ở Tây trung bộ Panama. Chúng cũng sống trong các khu rừng nhiệt đới trên núi ở vùng lân cận núi lửa El Valle de Antón và Cerro Campana, ở độ cao 335-1.315 mét.

## Tập tính
Ếch vàng Panama là một loài sống trên cạn trong rừng mây Cordilleran và rừng nhiệt đới. Sự sinh sản và phát triển của nòng nọc thường xảy ra ở các suối trong rừng. Những con đực thường sẽ đứng ở trên những tảng đá để bảo vệ lãnh thổ. Các sợi trứng được đẻ theo dòng nước chảy và bám vào đá. Loài này tạo ra zetekitoxin mạnh để tự vệ nhưng đọc tố sẽ bị giảm đi hoặc mất mất đi trong điều kiện nuôi nhốt và có thể bắt nguồn từ con đường vi sinh vật cộng sinh liên quan đến chế độ ăn uống của chúng. Chiều dài 1 thế hệ của chúng là 7 năm.

## Dân số
Loài này từng rất phổ biến ở một vài địa phương nhưng hiện nay đã tuyệt chủng trong tự nhiên. Cá thể hoang dã cuối cùng đã được ghi nhân vào năm 2009, cho đến nay chúng vẫn chưa được ghi nhận tiếp. Loài này đã hoàn toàn biến mất khỏi Cerro Campana và thung lũng trung tâm ở El Valle de Antón, có thể là do việc thu thập quá mức để cung cấp cho việc buôn bán động vật lưỡng cư sống làm vật nuôi. Các quần thể con còn lại bị xóa sổ do sự suy giảm liên quan đến bệnh chytridiomycosis. Sau đó, dự án  Atelopus được thành lập để theo dõi quần thể, nhưng không tìm thấy bất kỳ quần thể con nào, nhưng cần phải theo dõi thêm. Nếu một quần thể vẫn tồn tại, nó được cho là có ít hơn 50 cá thể trưởng thành.

## Hình ảnh

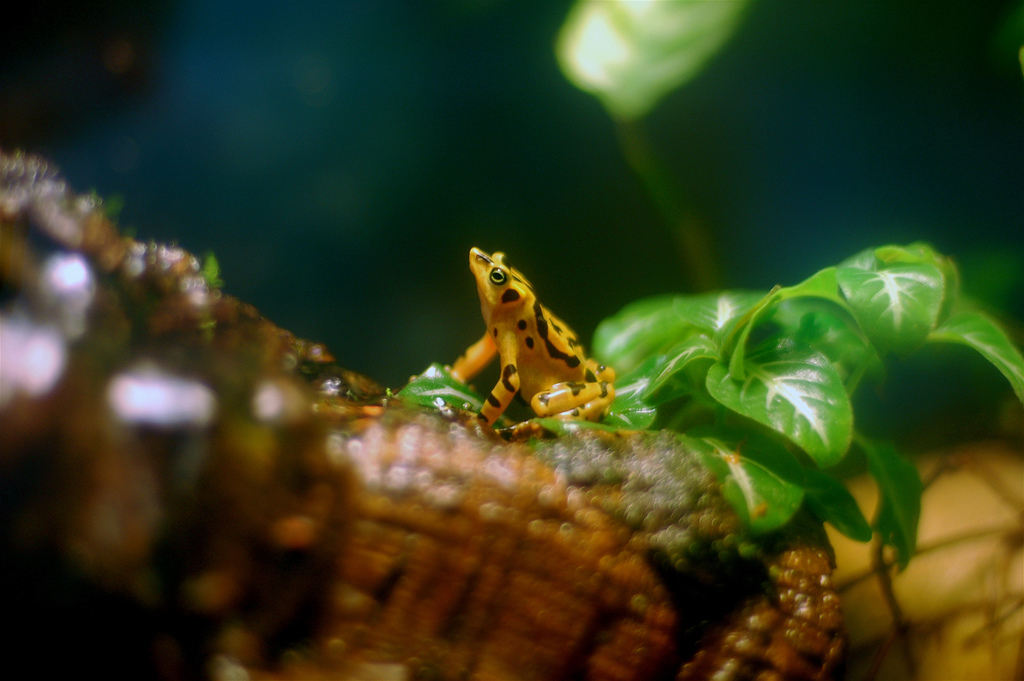
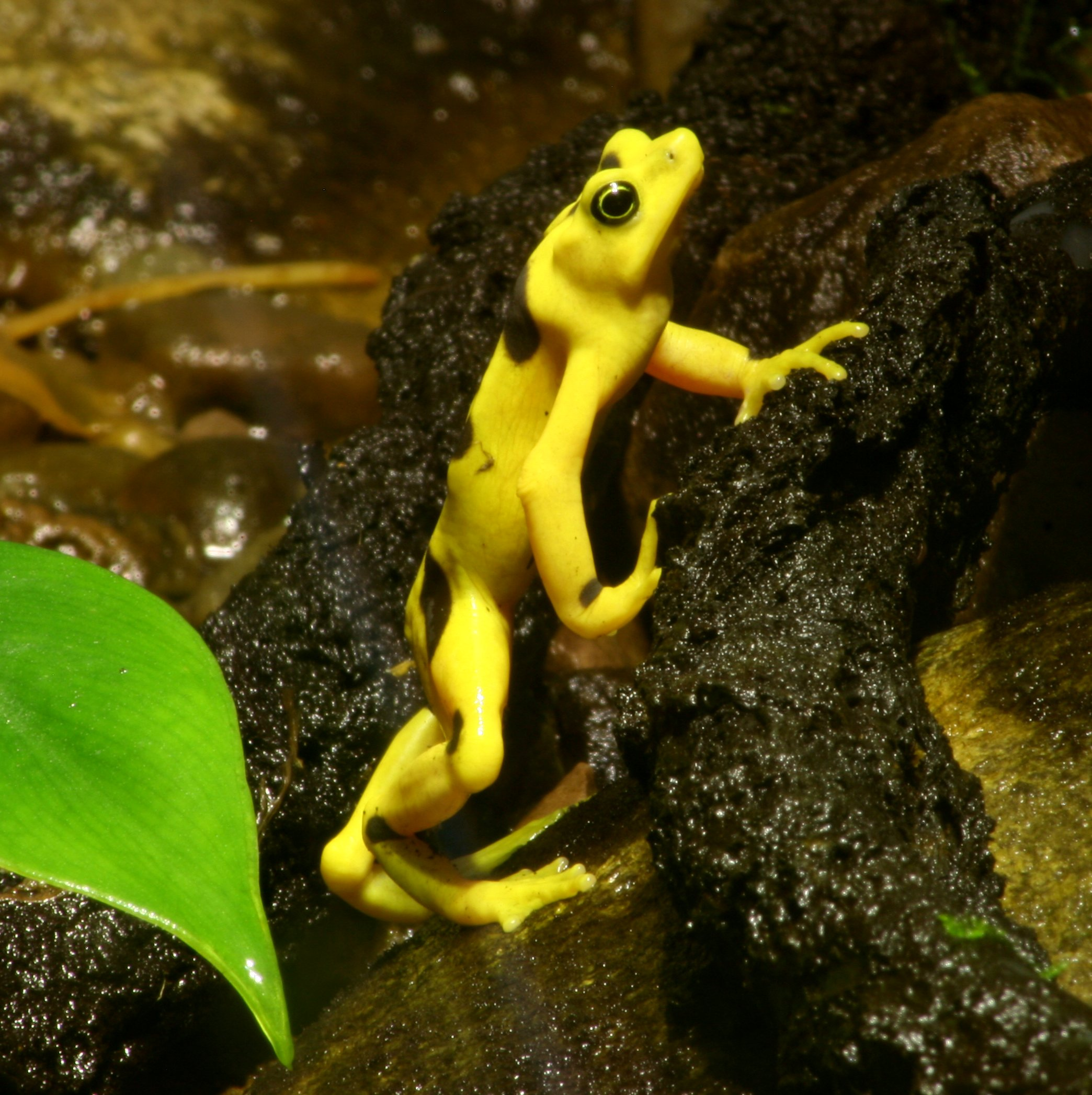
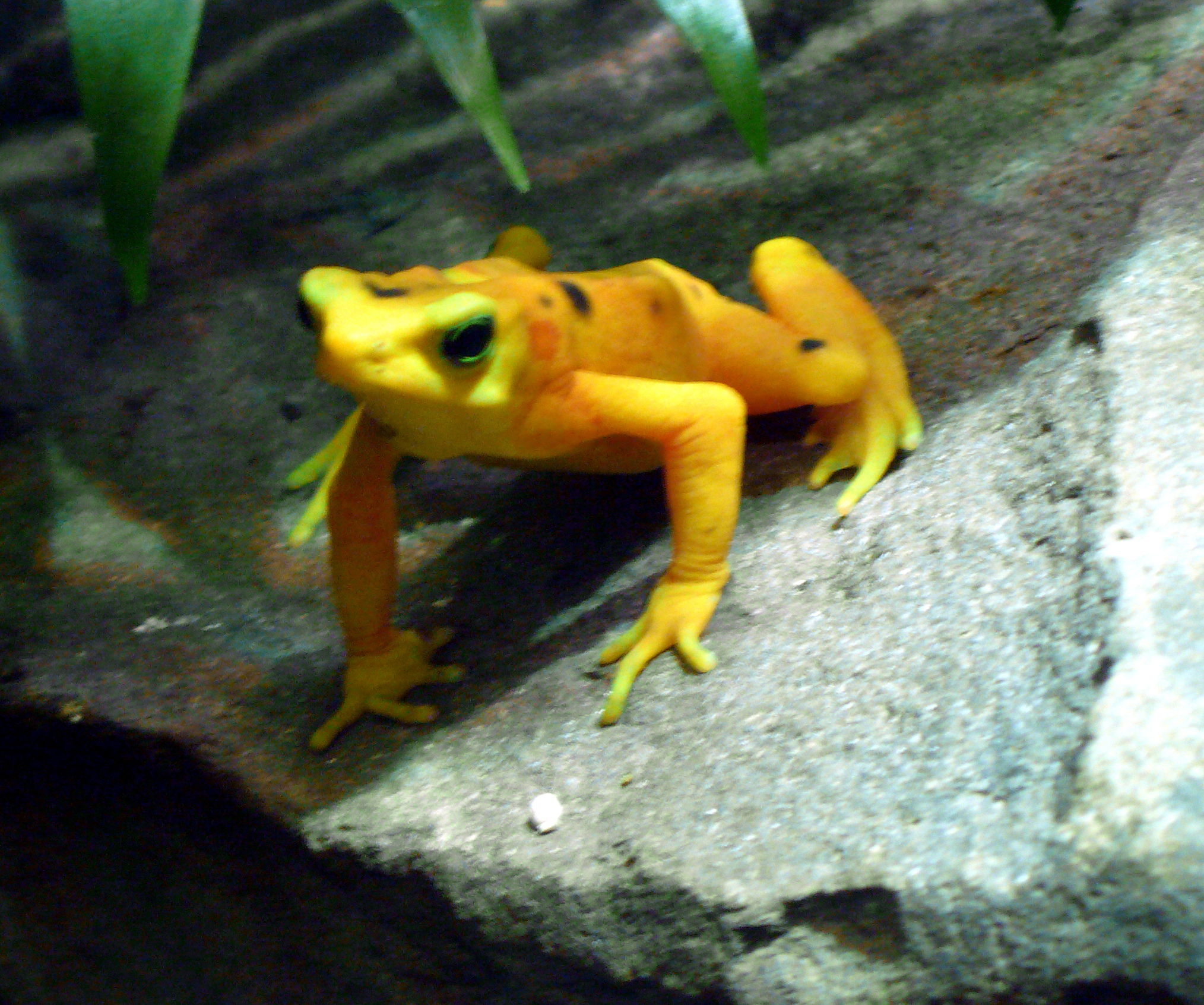